# Tobias Cristiansson
Tobias Cristiansson, född 1978, är en svensk musiker inom death metal.
Han var basist i Dismember från 2005. Han var fortfarande medlem i bandet 2011 när de lade ner. Efter att Dismember upphört spelade Cristiansson i gruppen Dagger.
Från 2010 var han även basist för Grave. Han hade då spelat med Grave vid några tillfällen under 2009.
År 2020 blev han medlem i Darkened. År 2021 blev han dessutom medlem i Necrophobic där han ersatte Allan Lundholm. Han hade tidigare varit turnerande medlem i detta band.
Han har vidare spelat med Entombed A.D., Nifelheim och Necronaut med flera.